# Reghin
Reghin, mai demult Reghinul Săsesc, (în germană Sächsisch-Regen, de asemenea Sächsisch-Reen, în dialectul săsesc Reen, iar în maghiară Szászrégen sau Nagyrégen) este un municipiu în județul Mureș, Transilvania, România, format din localitățile componente Apalina, Iernuțeni și Reghin (reședința). Are o populație de 29.742 locuitori (2021).

## Geografie
Municipiul se află la 46°46'33" latitudine nordică și 22°42'30" longitudine estică. Altitudinea la care este situat orașul este de 395m, punctul geografic cel mai de jos fiind râul Mureș - 350m iar cel mai înalt este Pădurea Rotundă (Kerekerdő) - 455m. Ținutul etnografic din jurul Reghinului poartă denumirea de Reener Ländchen (Țărișoara Reghinului sau Micul Ținut al Reghinului).

## Demografie
Componența etnică a municipiului Reghin
     Români (58,18%)
     Maghiari (18,85%)
     Romi (5,9%)
     Alte etnii (0,43%)
     Necunoscută (16,64%)
Componența confesională a municipiului Reghin
     Ortodocși (53,62%)
     Reformați (13,6%)
     Romano-catolici (5,73%)
     Greco-catolici (4,84%)
     Adventiști (1,03%)
     Alte religii (3,51%)
     Necunoscută (17,66%)
Conform recensământului efectuat în 2021, populația municipiului Reghin se ridică la 29.742 de locuitori, în scădere față de recensământul anterior din 2011, când fuseseră înregistrați 33.281 de locuitori. Majoritatea locuitorilor sunt români (58,18%), cu minorități de maghiari (18,85%) și romi (5,9%), iar pentru 16,64% nu se cunoaște apartenența etnică. Din punct de vedere confesional, majoritatea locuitorilor sunt ortodocși (53,62%), cu minorități de reformați (13,6%), romano-catolici (5,73%), greco-catolici (4,84%) și adventiști (1,03%), iar pentru 17,66% nu se cunoaște apartenența confesională.
010.00020.00030.00040.00019121948196619922011populațiePopulația istorică din Reghin
Date: Recensăminte sau birourile de statistică - grafică realizată de Wikipedia

## Istorie
Vechea denumire a Reghinului este aceea de "Reghinul Săsesc" (traducere românească a denumirii germane "Sächsisch Regen", respectiv a celei ungurești, "Szaszregen"). Într-o diplomă emisă în anul 1228 de regele Andrei al II-lea al Ungariei, localitatea este menționată cu denumirea de "Regun".
Comunitatea bisericească din Reghin a preluat reforma lui Martin Luther în anul 1551 prin preotul Josephus Kimpius.
În anul 1555, pe un pilastru al zidului de incintă a orașului Reghin, fusese dăltuit următorul text, în limba germană: "Kein Heil kommt vom Krieg, den Frieden erbitten wir alle" (De la război nu vine nimic bun, ne rugăm cu toții pentru pace).
Așezarea a fost împărțită în anul 1646 în două așezări: Reghinul Unguresc (Magyar-Régen) care s-a deprins de Reghin la ordinul principelui Gheorghe Rákóczi I. Reghinul Săsesc ocupa o poziție specială. În Reghinul Unguresc se afla partea istorică a așezării, deoarece biserica înălțată acolo este în stil roman. Aceste două așezări au fost despărțite prin Pârâul Trandafirilor, care izvorăște în nordul Pădurii Rotunde.
Ioan Kemény a fost ales ca principe al Transilvaniei în orașul Reghin la data de 1 ianuarie 1661.
"Societatea de plutărit" a fost, în ceea ce privește răspândirea și cuprinderea afacerii, de departe cea mai importantă din Reghinul Săsesc, chiar cea mai importantă din Transilvania. Această situație a fost favorizată în primul rând de poziția favorabilă a localității pe valea Mureșului, râu pe care veneau plutele din Munții Călimani.
Comerțul cu lemnul și cu plutele a fost una din cele mai importante activități desfășurate de locuitorii vechiului Reghin. Poziția favorabilă a localității în apropierea munților Gurghiu și Călimani, cu suprafețele lor întinse de pădure, erau o adevărată provocare pentru spiritele întreprinzătoare din această localitate.
În anul 1853 mai mulți negustori cu plute din Reghinul Săsesc s-au asociat într-o societate, conformându-se principiului care spune că unirea dă putere. Fiecare membru primea, pentru funcția sa, o remunerație potrivită. Deja în următorul an, 1854, mai mulți lipoveni contribuiau la această societate, astfel că cei din Reghin se ocupau cu procurarea și transportul plutelor iar lipovenii cu vinderea lor; dar pentru că lipsea coeziunea și o anumită conducere, nimeni nu mai asculta, fiecare voia să conducă după opinia sa. În anul 1855 mai mulți membri au ieșit afară din această așa zisă "companie" și împreună cu alți lipoveni au întemeiat "Compania de plutărit Wermescher", ai cărei membri finanțau activitatea.
În anul 1863 Reghin a fost ridicat la rangul de oraș liber regesc.
În anul 1924 a avut loc "încorporarea" Reghinului Unguresc (Reghin-sat, Magyarregen, Ungarisch-Regen) la oraș, care creștea astfel cu 995 ha în partea de nord.

În același an orașul număra 160 de societăți comerciale, majoritatea în proprietatea micii burghezii. La baza dezvoltării tehnice s-a aflat construirea unei hidrocentrale, pionierii de zbor au realizat la marginea pădurii Mociar un câmp de zbor, care a fost bombardat în anul 1944 ca o țintă strategică.
După schimbarea frontului din anul 1944, comunitatea germană (vezi Sașii transilvăneni) s-a refugiat în vest și doar o parte din ei s-a mai întors. După cel de-al Doilea Război Mondial orașul a devenit din nou românesc. O placă memorială la biserica săsească amintește astăzi destinul crunt al multor cetățeni deportați ai orașului, care la sfârșitul războiului au fost arestați și au fost obligați să muncească forțat în URSS.
În anul 1948, în contextul interzicerii Bisericii Române Unite cu Roma, protopopul Reghinului, Alexandru Todea (1912 - 2002), a fost arestat de mai multe ori. Protopopul Todea a fost consacrat în clandestinitate ca episcop, iar în 1991 a fost numit cardinal. Pe 23 iunie 2000 patriarhul Teoctist și episcopul Andrei Andreicuț l-au vizitat pe cardinalul Todea la reședința acestuia din Reghin, unde se retrăsese din motive de sănătate.

### Împrejurimile
Municipiul Reghin este împrejmuit de mai multe localități. Spre nord, pe DN15, prima localitate este Suseni (cunoscut și ca "Felfălău", "Felfalu", "Pränzdorf" sau "Oberdorf"), localitate atestată în anul 1319, urmată de localitatea Brâncovenești (cunoscută și ca "Ieciu", "Wetsch" sau "Marosvécs"), atestată în anul 1228, fiind situată la 12 km de Reghin.

De la gara CFR, în continuarea străzii Gării, la aproximativ 3 km, se află localitatea Ideciu de Jos (cunoscută și ca "Untereidisch" sau "Alsoidecs"), atestată în anul 1319.
La est se învecinează cu comuna Solovăstru care are în componență satul Jabenița.

## Administrație
Municipiul Reghin este administrat de un primar și un consiliu local compus din 19 consilieri. Primarul, Endre Márk[*], de la Uniunea Democrată Maghiară din România, este în funcție din octombrie 2020. Începând cu alegerile locale din 2024, consiliul local are următoarea componență pe partide politice:
|  | Partid                                 | Consilieri | Componența Consiliului | Componența Consiliului | Componența Consiliului | Componența Consiliului | Componența Consiliului | Componența Consiliului | Componența Consiliului |
|  | -------------------------------------- | ---------- | ---------------------- | ---------------------- | ---------------------- | ---------------------- | ---------------------- | ---------------------- | ---------------------- |
|  | Uniunea Democrată Maghiară din România | 7          |                        |                        |                        |                        |                        |                        |                        |
|  | Partidul Social Democrat               | 4          |                        |                        |                        |                        |                        |                        |                        |
|  | Partidul Național Liberal              | 4          |                        |                        |                        |                        |                        |                        |                        |
|  | Alianța Dreapta Unită                  | 3          |                        |                        |                        |                        |                        |                        |                        |
|  | Alianța pentru Unirea Românilor        | 1          |                        |                        |                        |                        |                        |                        |                        |

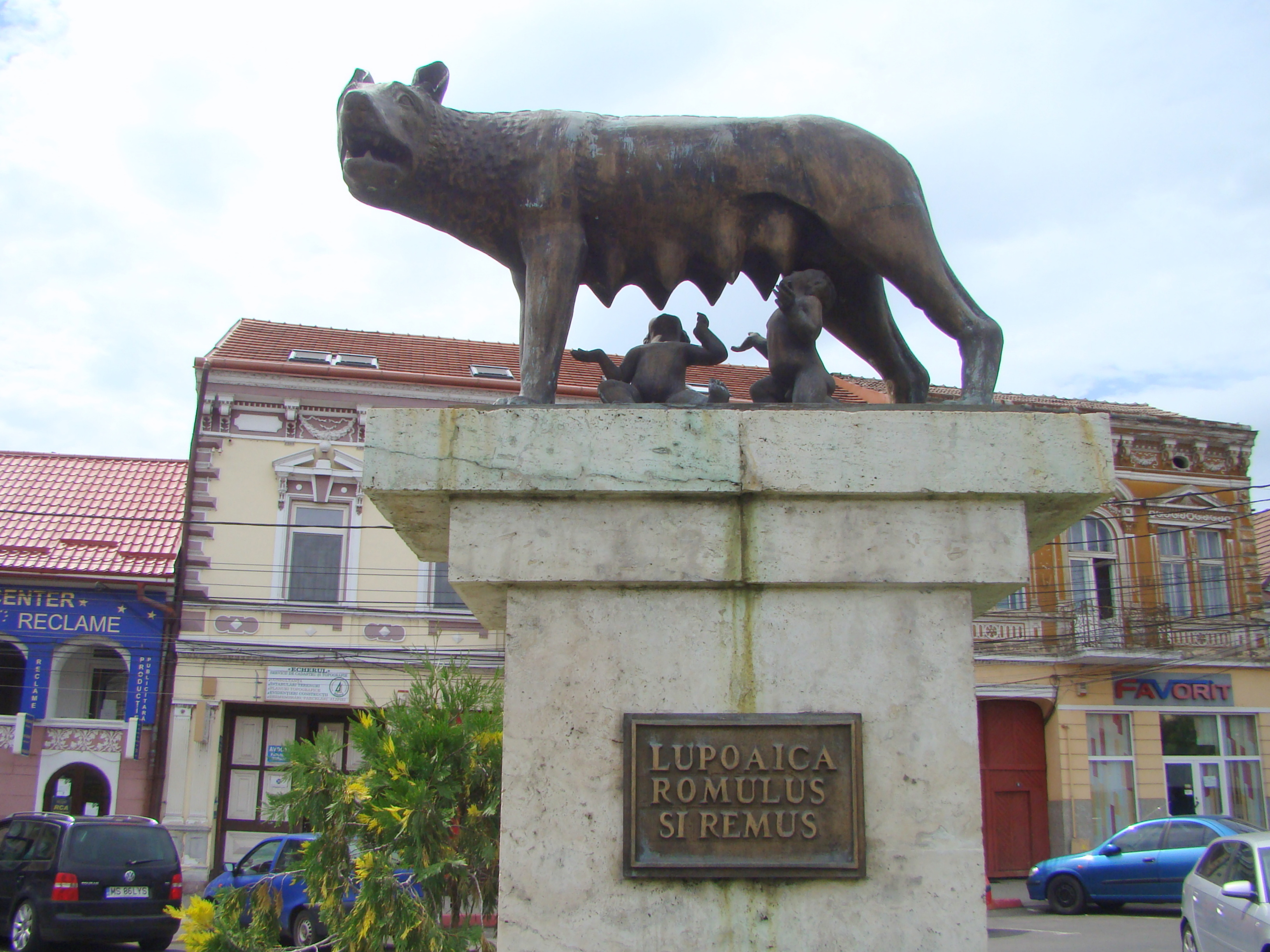
Statuia Lupoaicei din Reghin

Municipiul Reghin are o suprafață de 7.282 ha, din care: 785 ha curți și clădiri; 62,5 ha străzi, 41,61 ha parcuri și zone verzi; 1.334 ha intravilan; 4.345 ha suprafețe agricole și 624 ha fond forestier.
În Reghin își are sediul o judecătorie, aflată în raza teritorială a Tribunalului Mureș și a Curții de Apel Târgu Mureș.

## Industrie
În anul 2018 în Reghin a fost produs primul tractor românesc de după 1990.

## Transporturi
Reghin este traversat de calea ferată Târgu Mureș-Deda. 

Prin Reghin trec căile de acces pentru autovehicule DN15 Târgu Mureș-Toplița, DN15A, drum național secundar, care la ieșire din Reghin spre Comuna Breaza, Mureș se intersectează cu DN16, făcând legătura între Reghin și Cluj-Napoca, continuând spre Bistrița până la intersecția cu DN17 sau E58 încă 51 km, și drumurile județene Reghin-Lăpușna și Reghin-Sovata.
Municipiul se află amplasat la intersecția a două axe de intensă și veche circulație, una pe Valea Mureșului (Târgu Mureș-Reghin-Deda-Toplița) și alta pe Valea Gurghiului spre câmpia Transilvaniei (Lăpușna-Gurghiu-Reghin-Crăiești)
Municipiul se află la următoarele distanțe față de:
- București - 368 km
- Târgu Mureș - 32 km
- Brașov - 200 km
- Cluj - 102 km
- Bistrița - 63 km
- Toplița - 70 km
- Sovata - 40 km
- Lăpușna - 42 km
- Batoș - 14 km

## Obiective turistice

### Clădiri

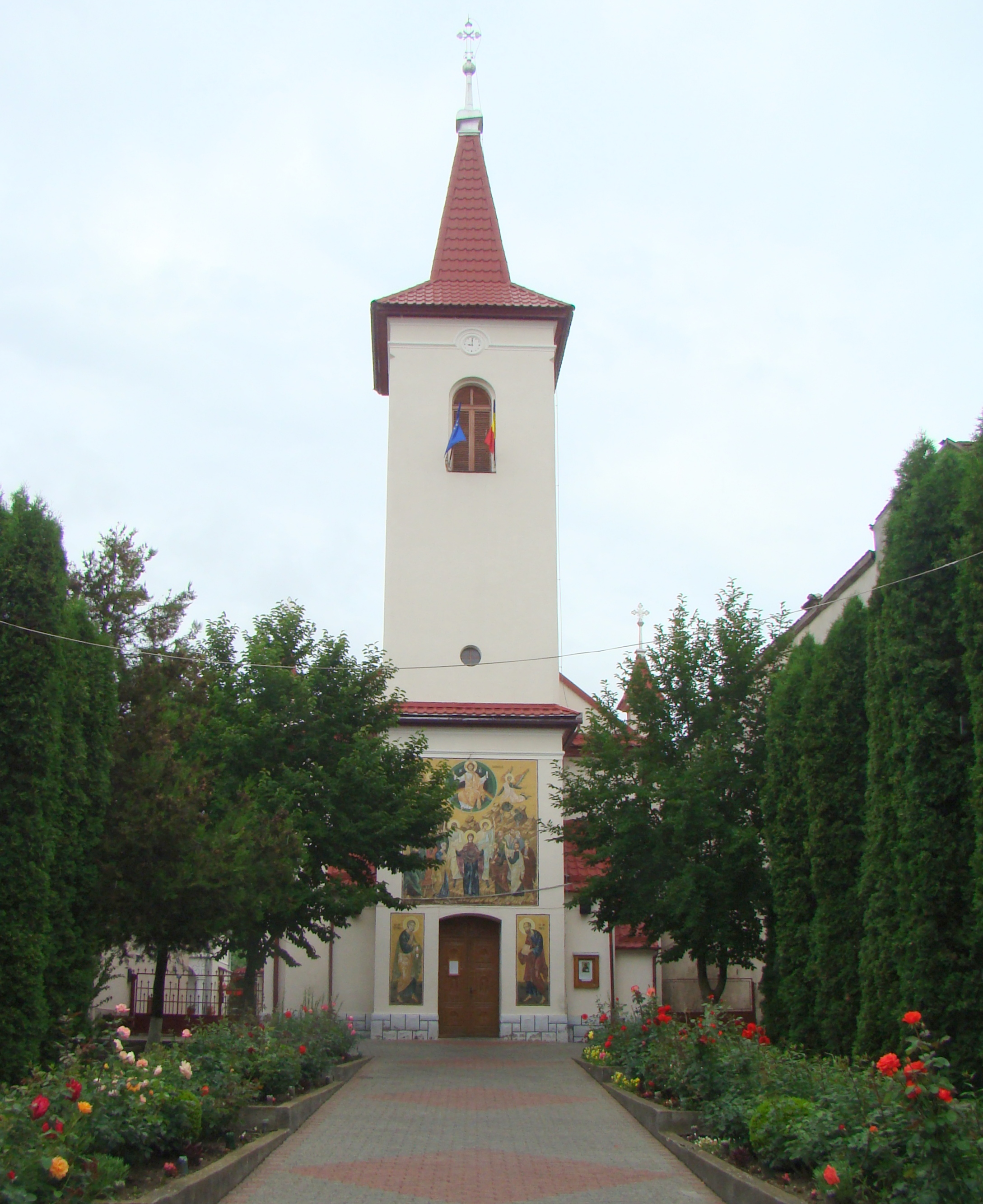
Biserica ortodoxă „Înălțarea Domnului", Piața Petru Maior 27, construită de arhitectul Gustav Wagner

- Numeroasele biserici ale orașului: 
  - Biserica reformată, str. Toamnei, construită în secolul al XIII-lea
  - Biserica reformată, str. Mihai Viteazul, construită în secolul al XIX-lea
  - Biserica romano-catolică din Apalina construită în secolul XVIII-lea
  - Biserica romano-catolică, str. Mihai Viteazul, construită în secolul XVIII-lea
  - Biserica ortodoxă, str. Nicolae Bălcescu, sfințită în anul 1818
  - Biserica ortodoxă „Înălțarea Domnului", Piața Petru Maior 27, construită de arhitectul Gustav Wagner
- Conducerea orașului Reghin primește în anul 1870 prin unificarea a trei clădiri o nouă locație pentru primăria orașului, clădire în stil neobaroc.

### Muzee și colecții
- Muzeul etnografic informează despre istoria orașului și despre cultura acestuia
- Parcul dendrologic de la Gurghiu
- Una dintre cele mai vaste colecții de avifaună ale României poate fi vizitată la Liceul Tehnologic "Lucian Blaga". Această colecție a fost realizată de ornitologul Ștefan Kohl

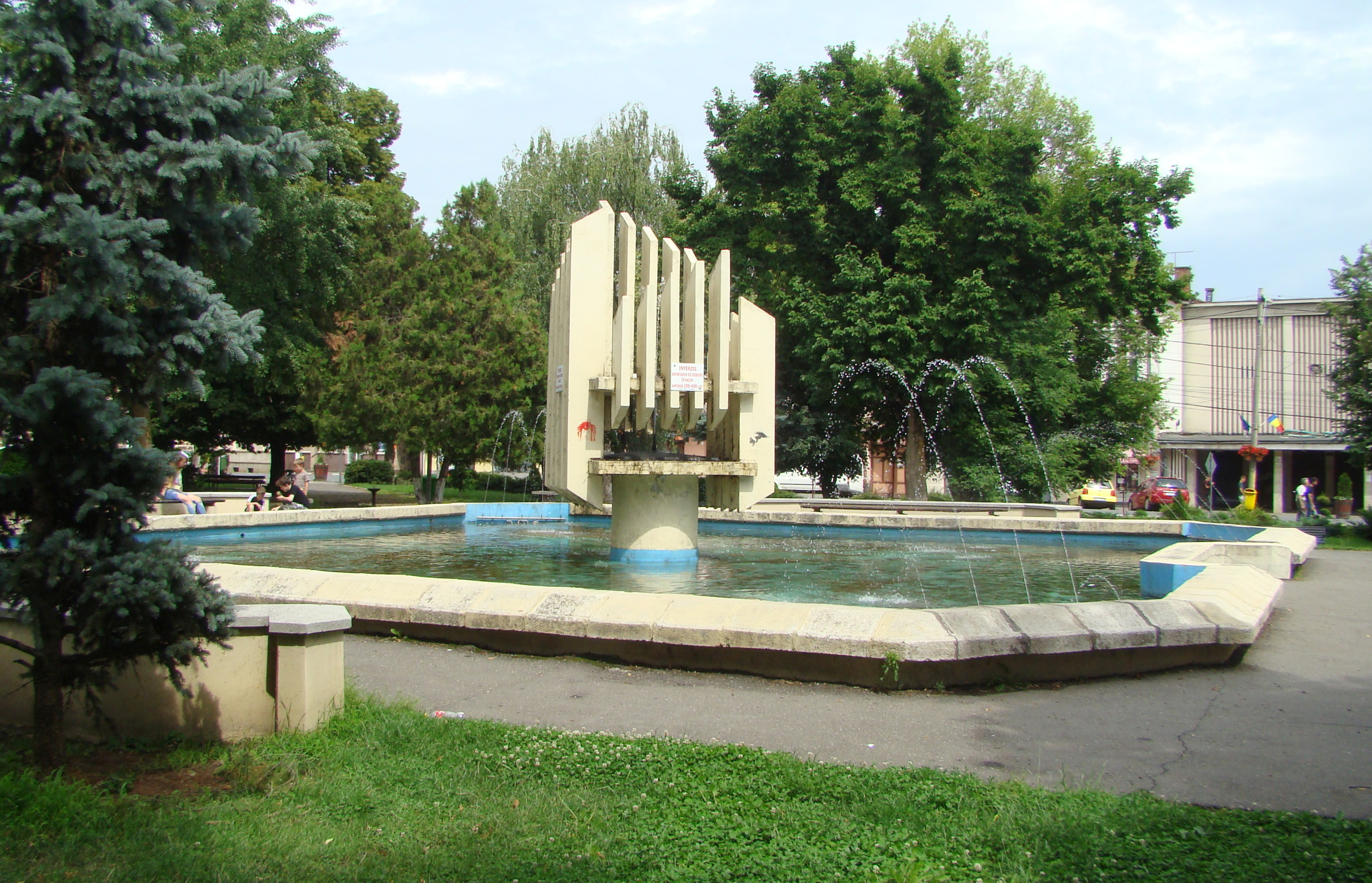
Fântâna din Parcul central

### Parcuri
- Piața mare din centrul orașului a fost transformată în anii '60 într-un parc. Aici are loc și târgul de Crăciun și o multitudine de evenimente în aer liber
- Un alt parc cu copaci rari și plante se află lângă clădirea instalației electrice, numit și "Parcul Tineretului"

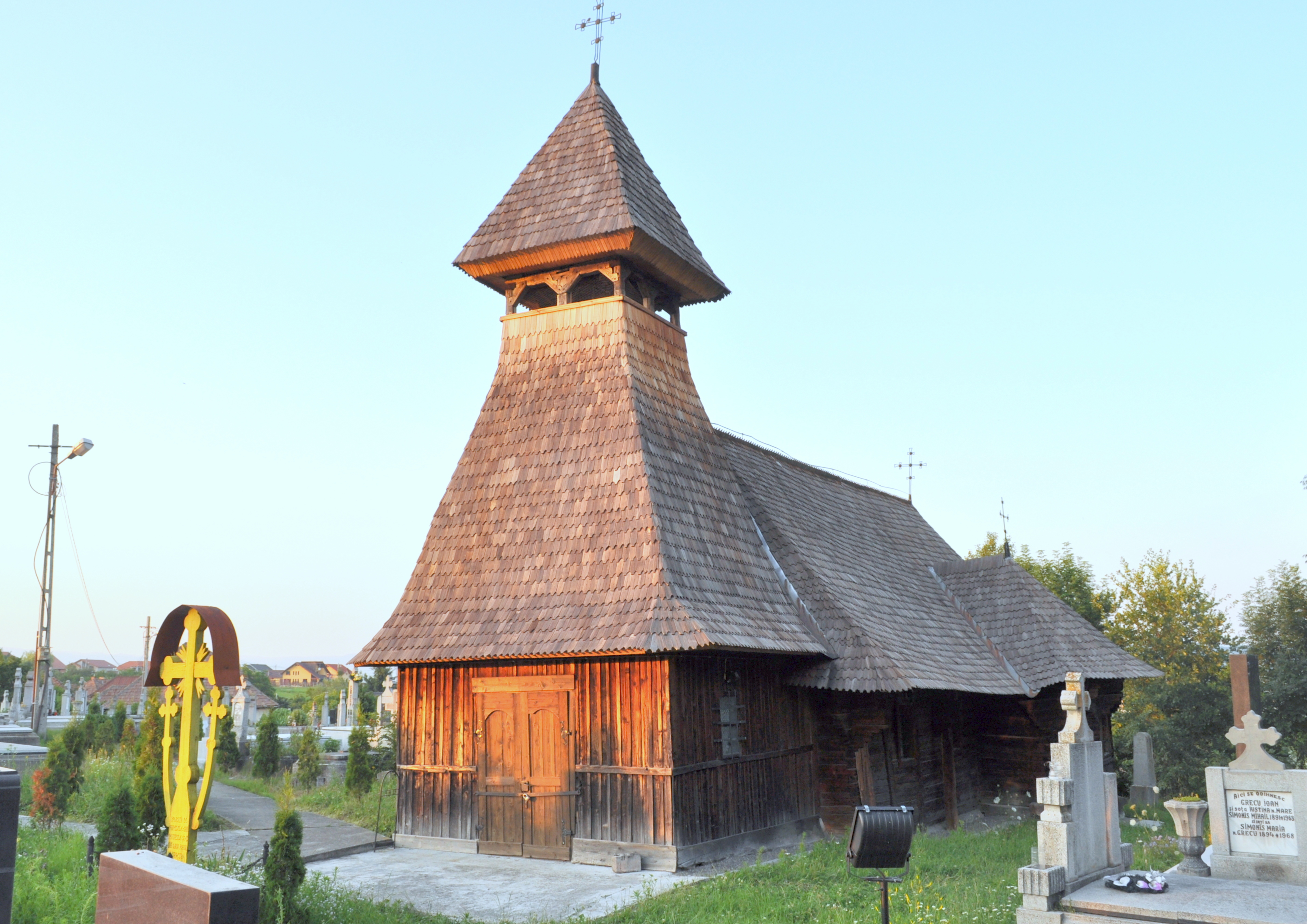
Biserica de lemn (monument istoric)

## Edificii culturale de interes național
- Biserica evanghelică-luterană (adresa: str. Călărașilor 1, monument istoric, cod: MS-II-a-A-15761, datare: 1330, transformări importante în secolele XV și XVIII).
- Biserica de lemn din Reghin cu hramul Sfântul Nicolae

## Personalități

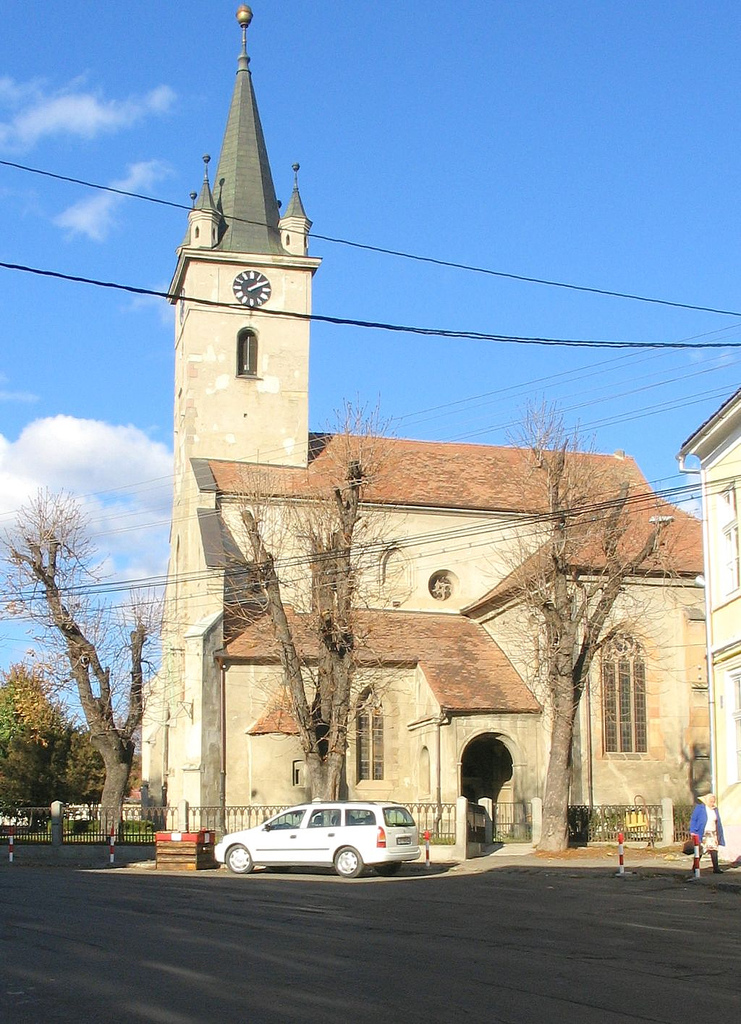
Biserica Evanghelică-Luterană

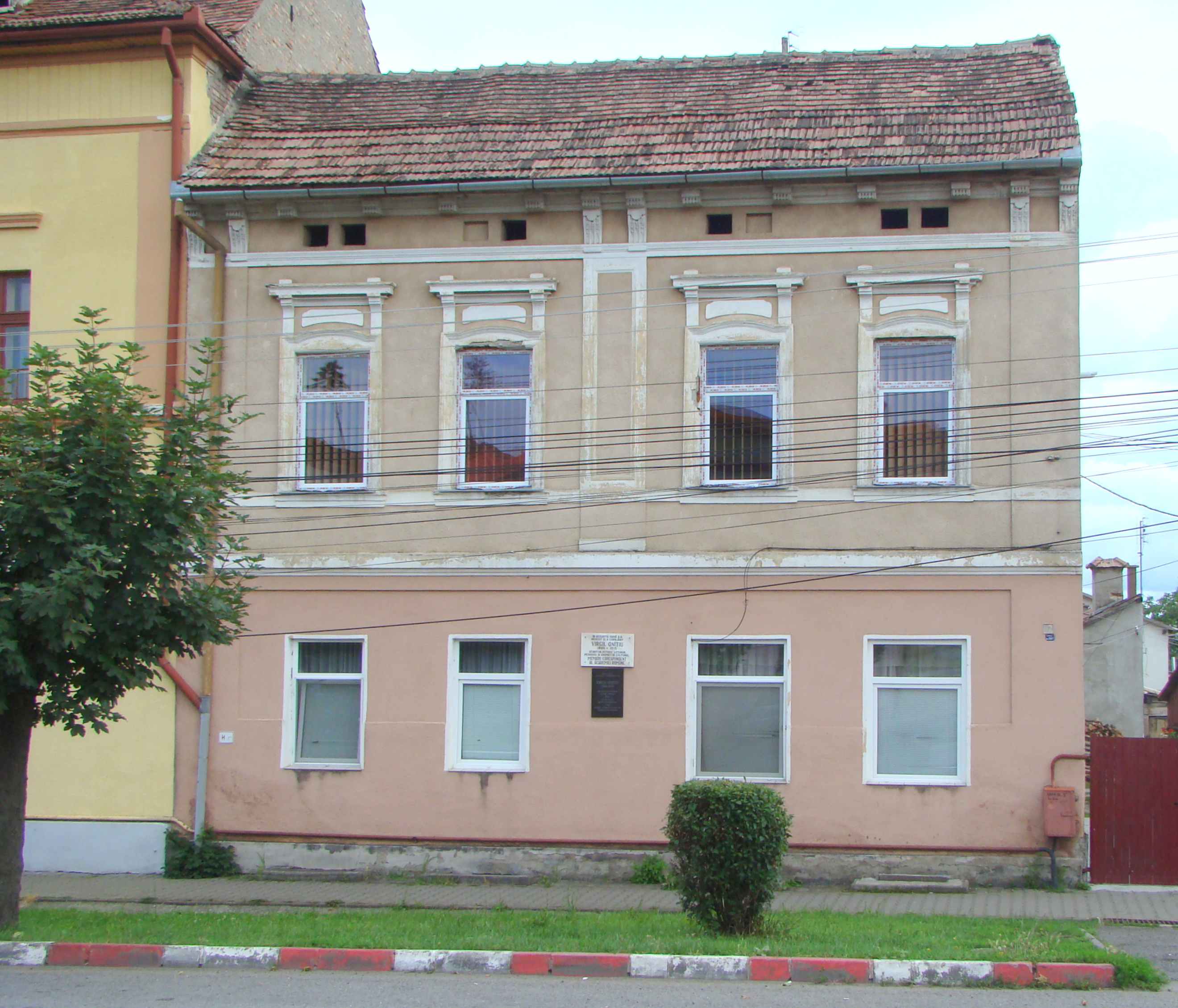
Casa în care s-a născut Virgil Onițiu, pedagog, scriitor și istoric literar, str. Mihai Viteazu, nr.87 (monument istoric)

- Petru Maior (1756 - 1821) a activat la Reghin ca protopop greco-catolic. Datorită eforturilor sale a fost construită la Reghin prima biserică românească din piatră, cu hramul Sfânta Treime.
- Josef Haltrich (1822 - 1886), pedagog, filolog, preot și etnograf;
- Hugo Meltzl (1846 - 1908), filolog, rector al Universității Franz Joseph din Cluj;
- Virgil Onițiu (1864 - 1915), scriitor, publicist, membru corespondent al Academiei Române;
- Augustin Maior (1882 - 1963), fizician, pedagog și inventator român (inventatorul telefoniei multiple);
- Iuliu Maior (1886 - 1936), delegat în Marea Adunare Națională de la Alba Iulia 1918
- Hugo Schwab (1887 - 1944), general în armata română;
- Eugen Truția (1879 - 1968), deputat în Marea Adunare Națională de la Alba Iulia;
- Hans Wühr (1891 - 1982,), istoric al artei și poet;
- Rudolf Wagner-Régeny (1903 - 1969), compozitor, profesor și decan al conservatorului din Rostock;
- Tit Liviu Chinezu (1904 - 1955), episcop martir al Bisericii Române Unite cu Roma (greco-catolică).
- Georg Maurer, (1907 - 1971), poet, eseist și traducător;
- Erhard Plesch (1910 - 1977)[11], politician german, fost nazist. În 1955, Plesch a fost ales ca cel de-al doilea deputat federal în Germania, din partea sașilor transilvăneni.
- István Csorvássy (1912 - 1986), sculptor;
- Ovidiu Bojor (1924-2023), academician, membru al Academiei de Științe Medicale;
- Bogdan Stugren (1928 - 1993), biolog;
- Dieter Wellmann (n. 1942), scrimer german;
- Sergiu Someșan (n. 1954), scriitor;
- Árpád Szabó (n. 1957), judoka;
- Réka Albert (n. 1972), biolog, fizician;
- Zsolt Tamási (n. 1975), istoric;
- Enikő Barabás (n. 1986), canotoare;
- Adrian Giurgiu (n. 1991), om politic.

## Presa
În municipiul Reghin postul Radio GaGa are un studio care emite în împrejurime pe frecvența 94.7 FM. Postul de radio comercial emite 12-12 ore în limbile română și maghiară. Lansat în 1999 în municipiul Târgu Mureș, conducerea a avut ca scop îmbunătățirea relațiilor dintre cele două etnii afectate de întâmplările conflictului interetnic de la Târgu Mureș din 1990. Studioul local a fost lansat în 2008.

## Orașe înfrățite
- Nagykőrös, Ungaria
- Érd, Ungaria
- Ungheni, Republica Moldova
- Vianen, Țările de Jos
- Bourg-la-Reine, Franța
- Salle, Italia
- Lubaczów, Polonia

## Imagini

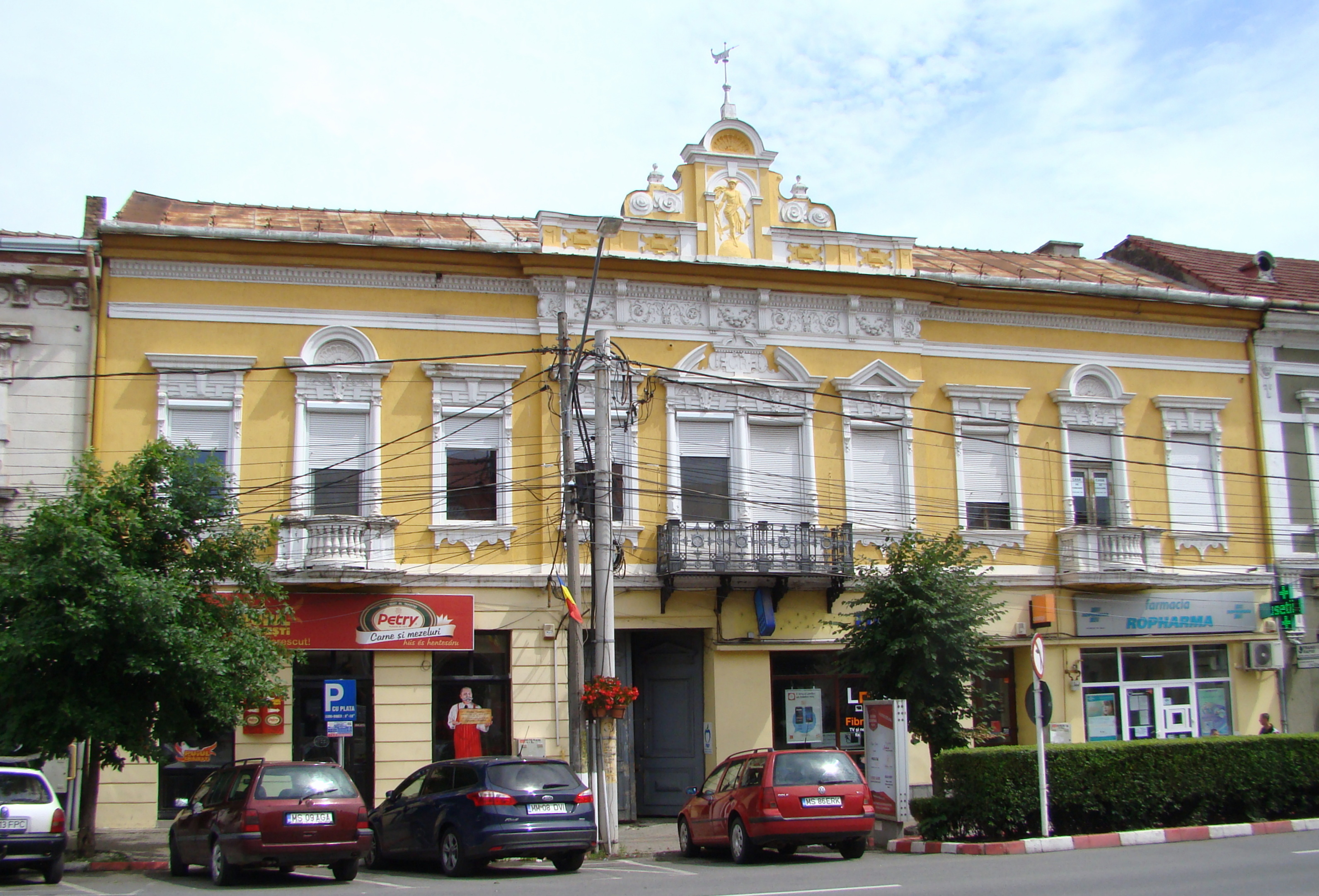
Casa Roesler (monument istoric)
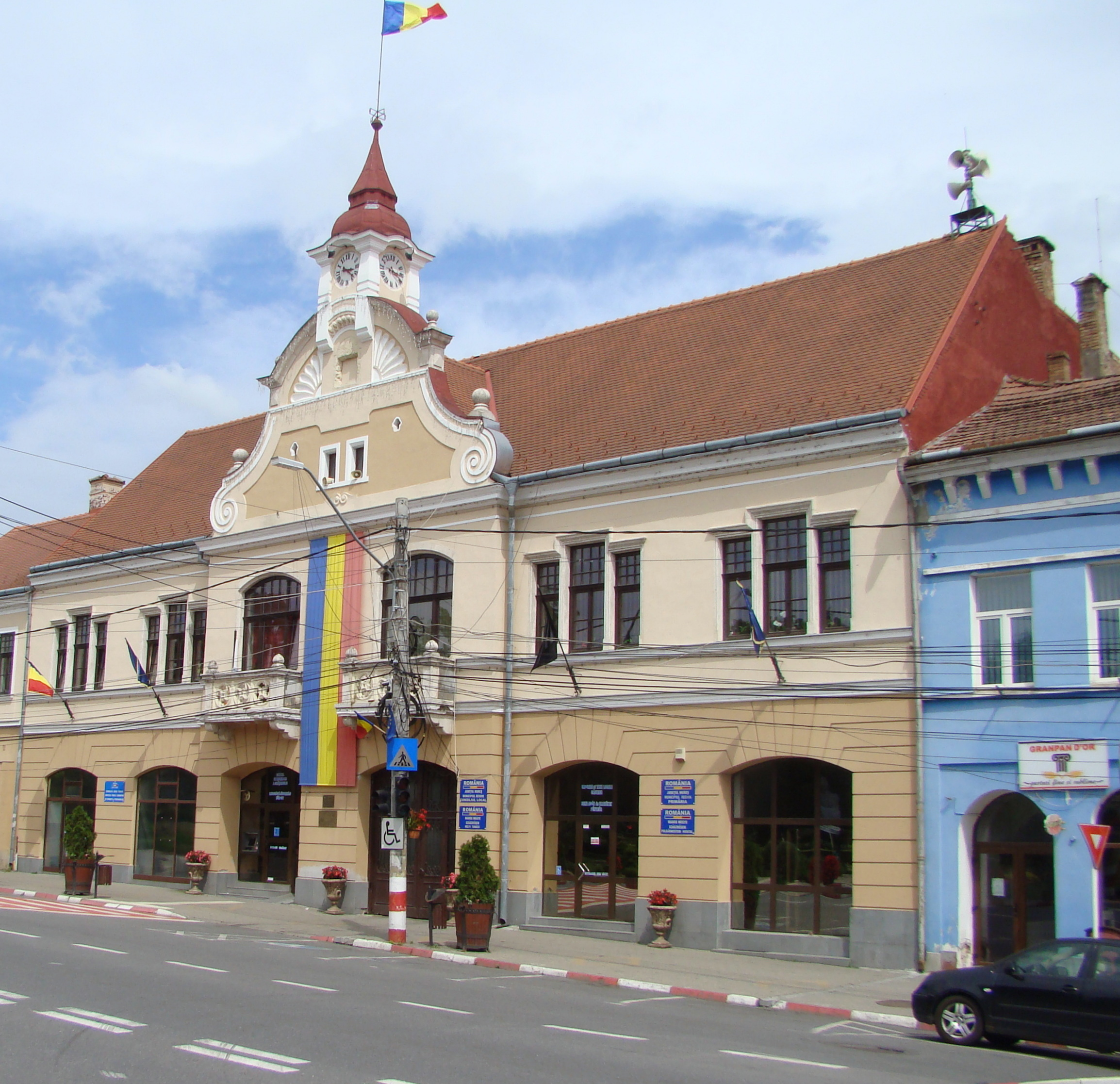
Primăria
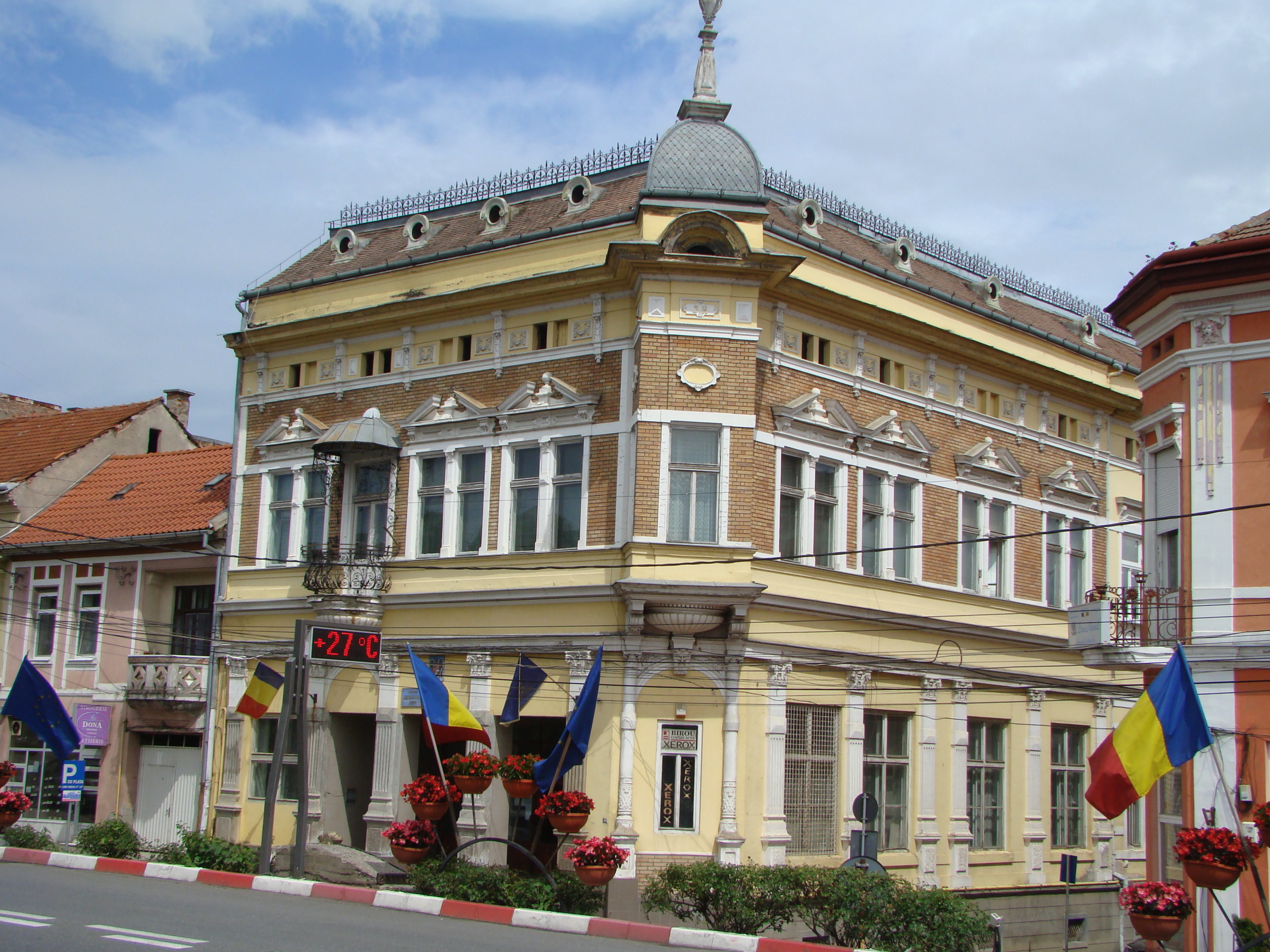
Judecătoria
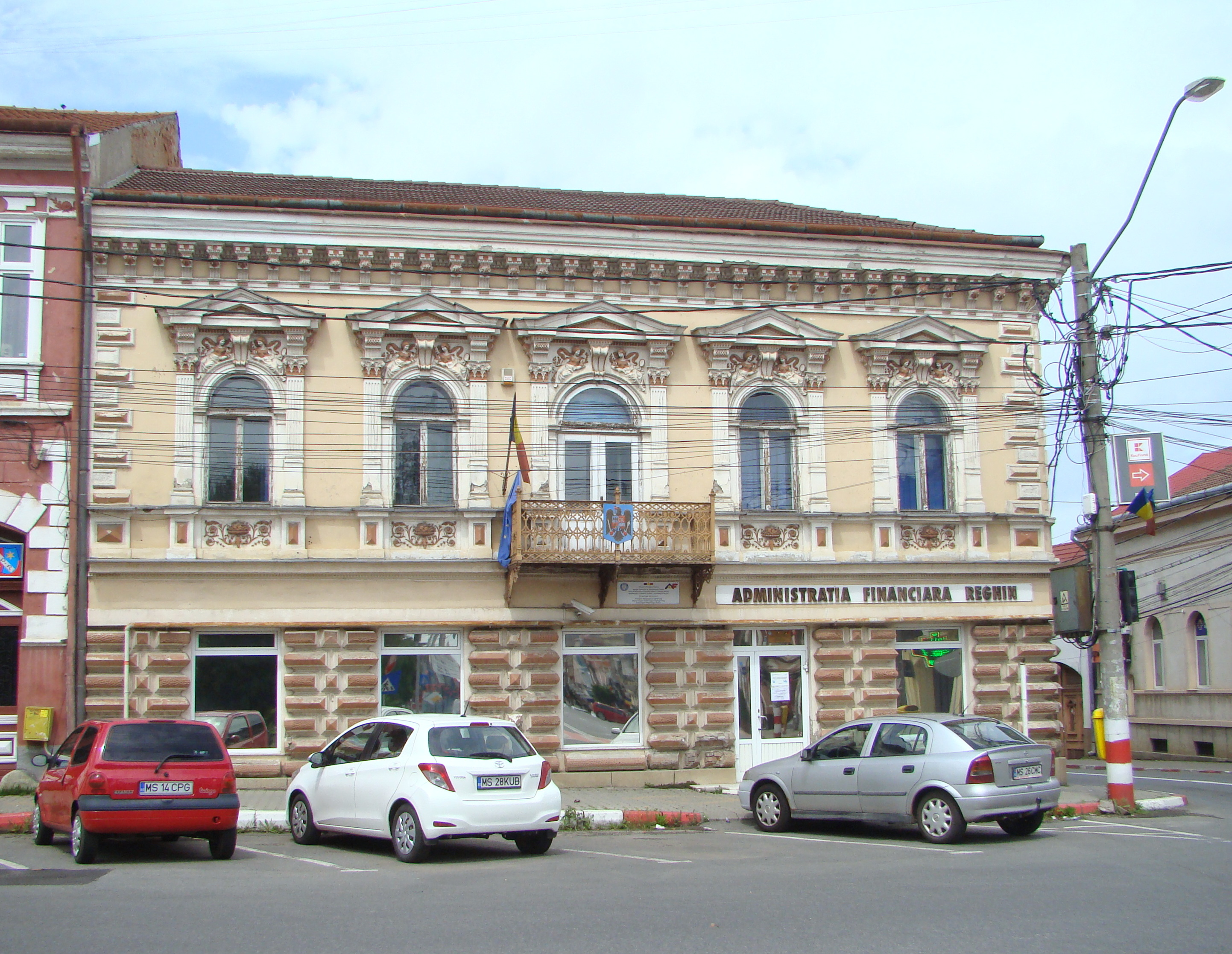
Administrația financiară
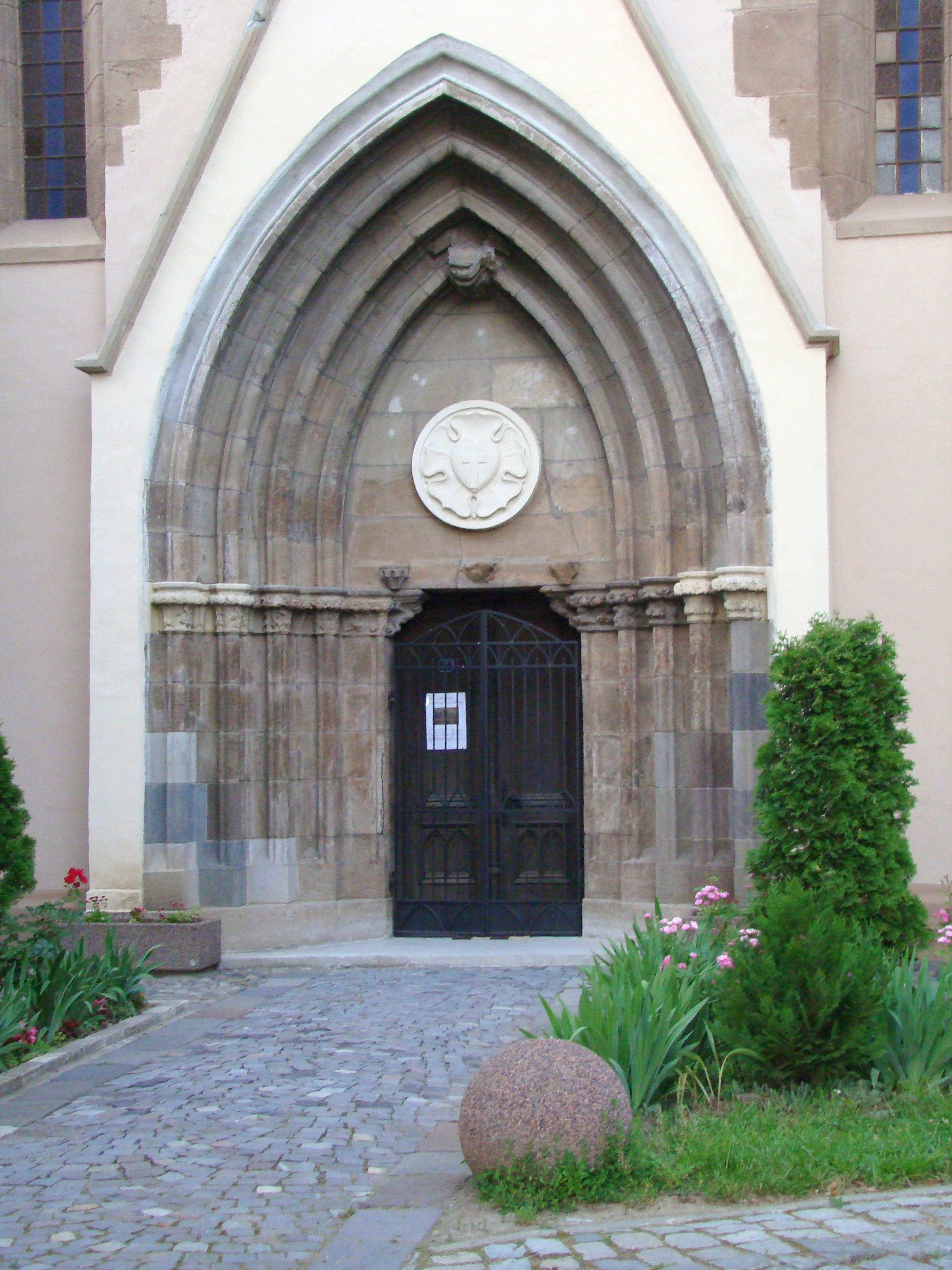
Portalul gotic în arc frânt al bisericii evanghelice
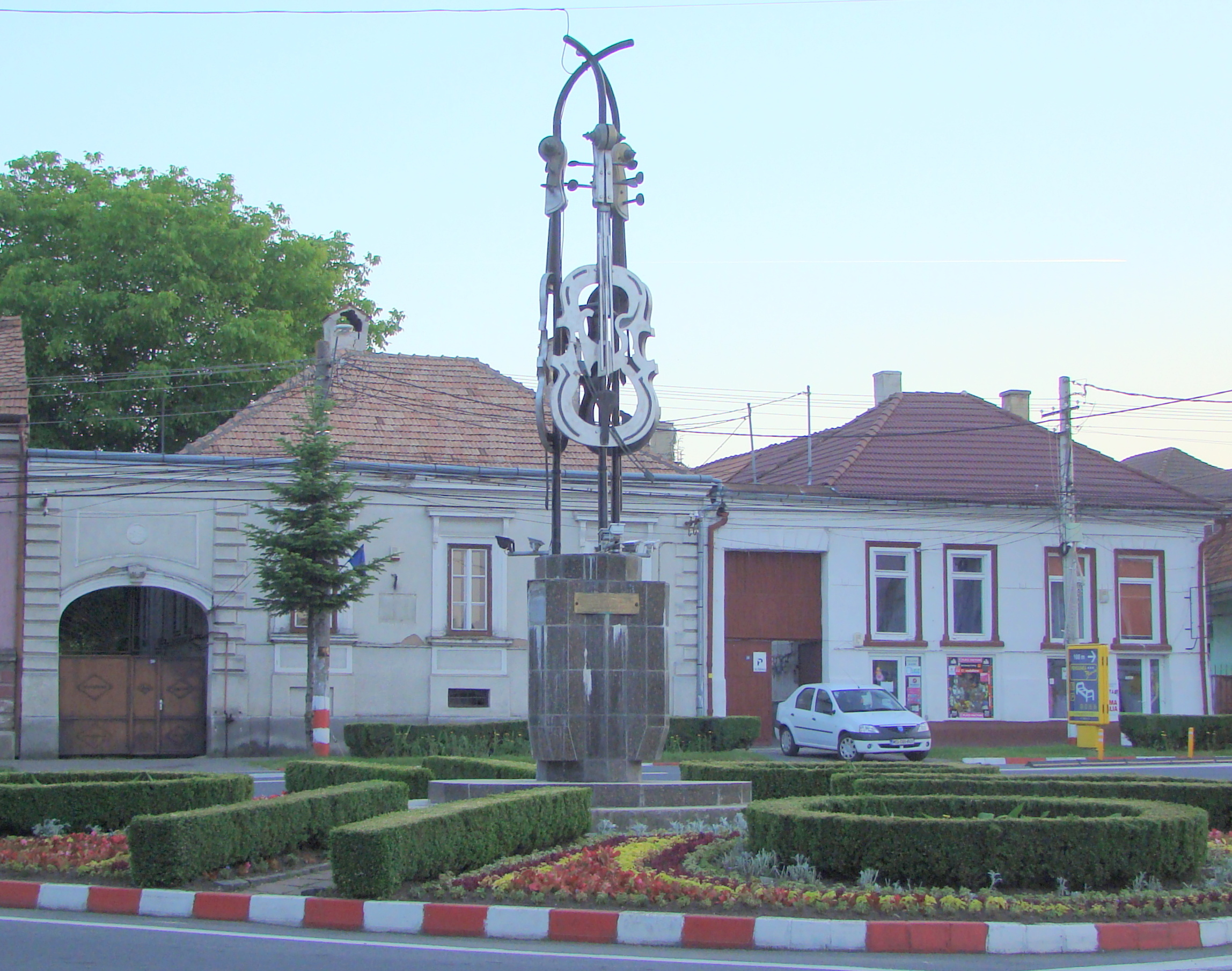
Monumentul maiștrilor care confecționează viori
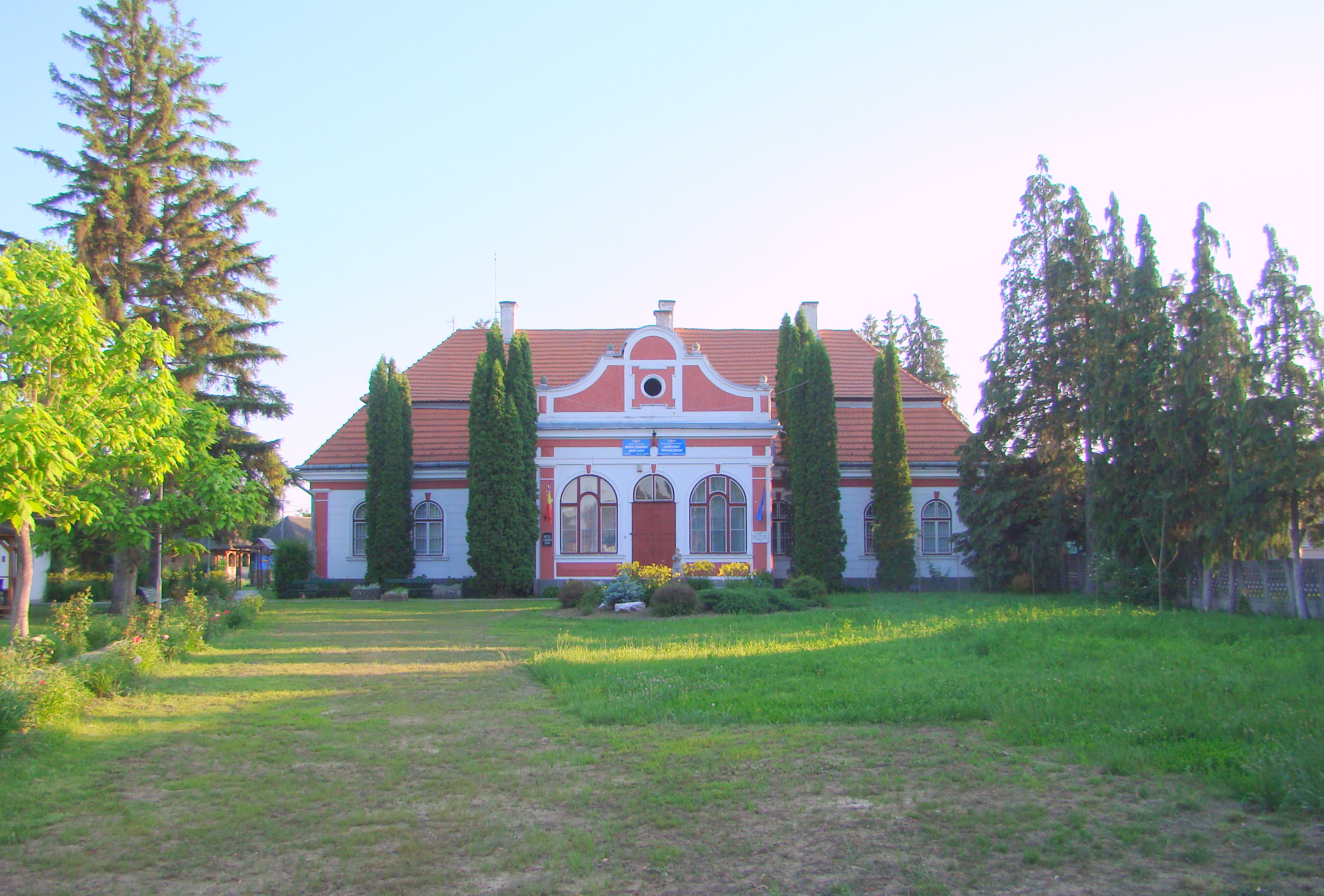
Muzeul Etnografic (Str. Vânătorilor nr. 51)
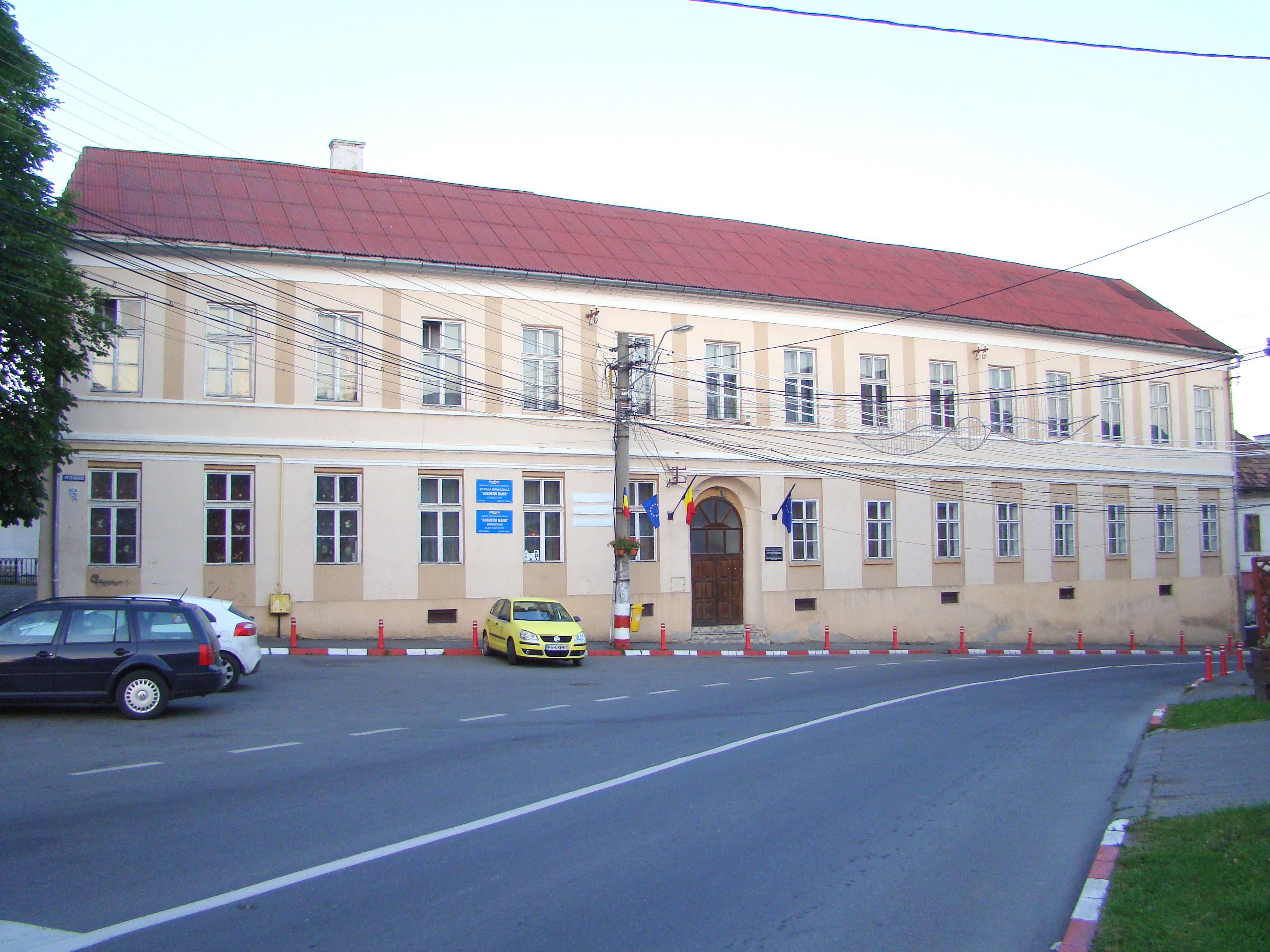
Locul unde s-a aflat prima școală în limba germană din Reghinul săsesc (1460), în prezent Școala gimnazială „Augustin Maior” (monument istoric)
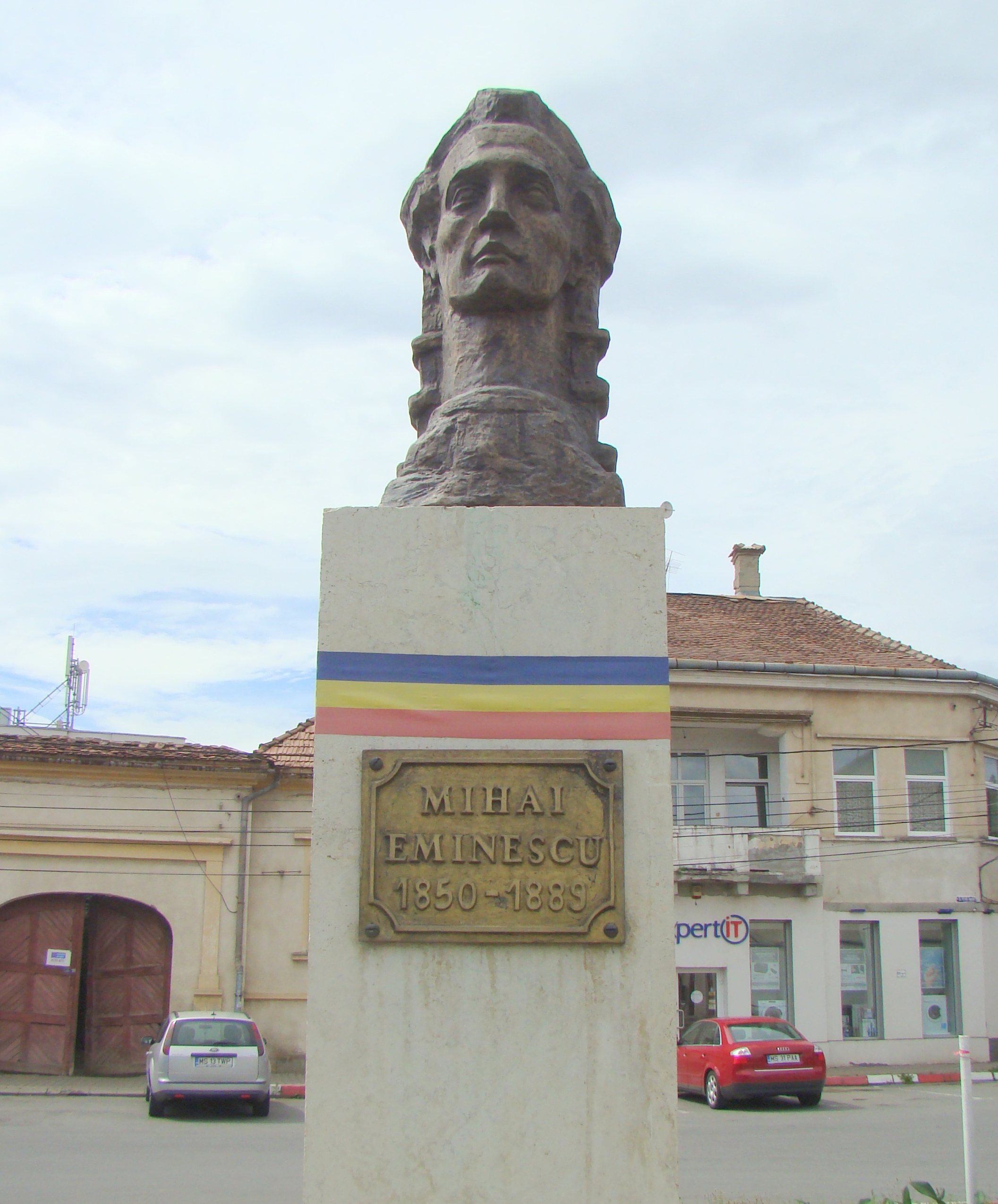
Bustul lui Mihai Eminescu
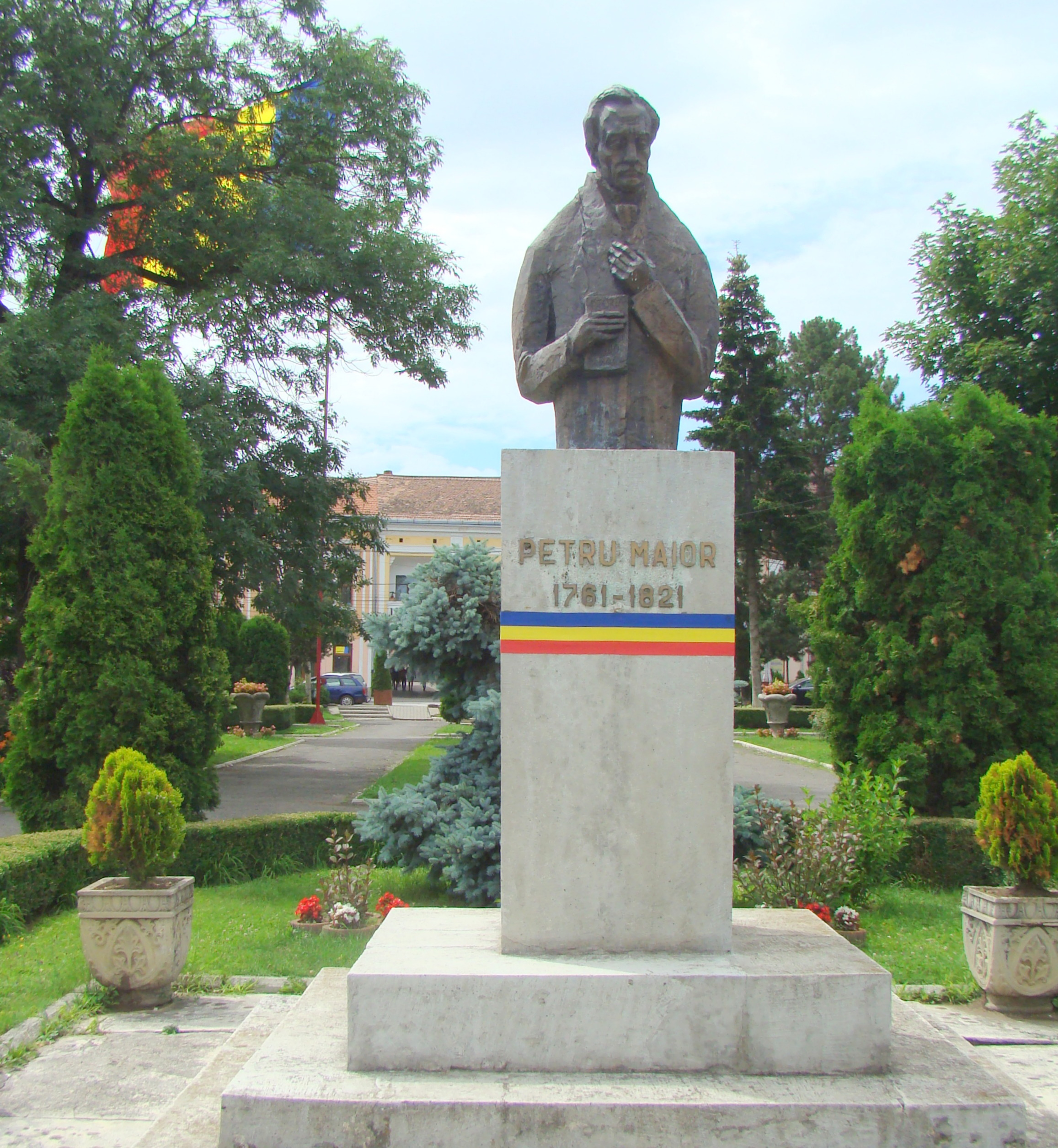
Bustul lui Petru Maior
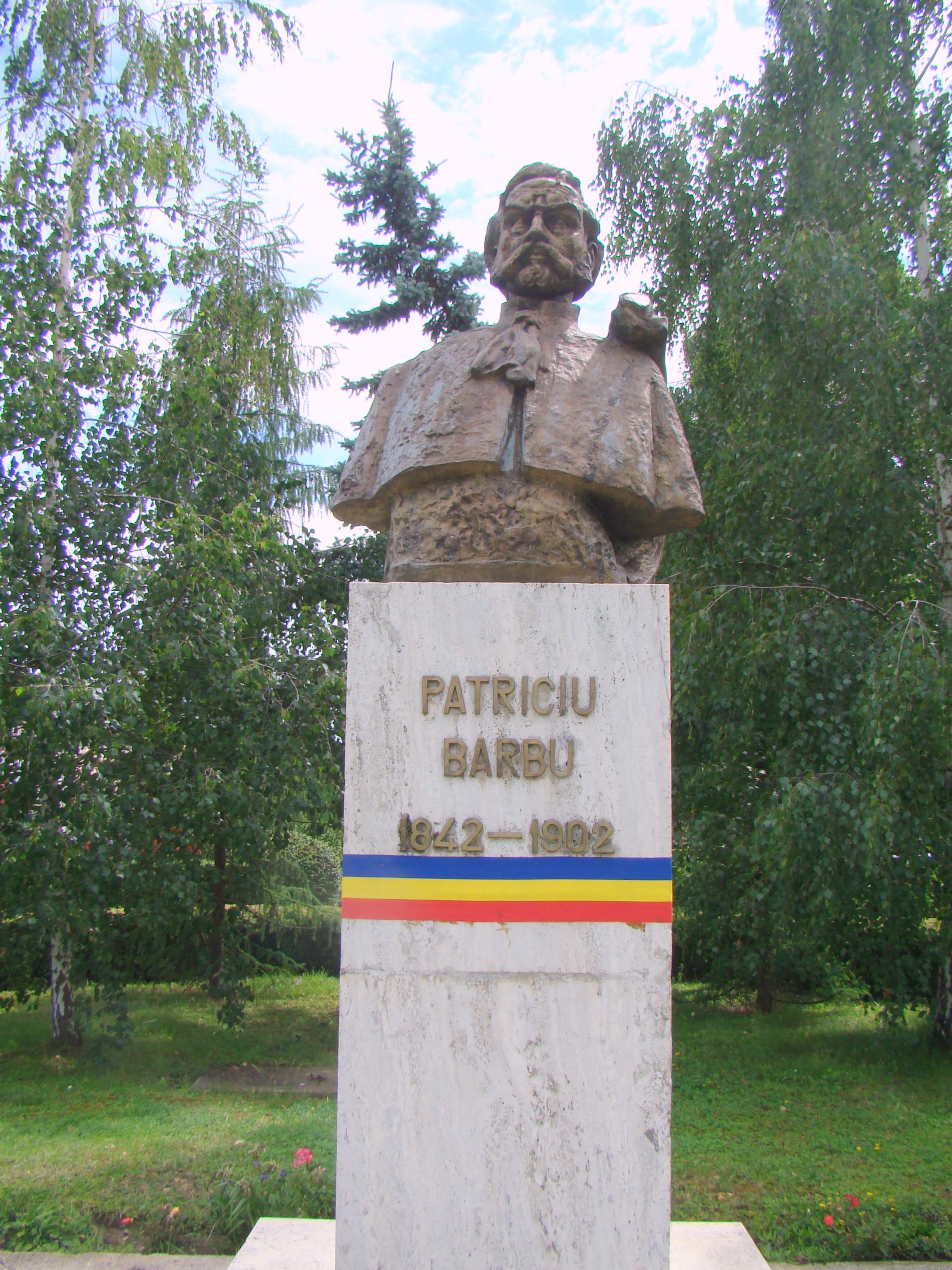
Bustul lui Patriciu Barbu
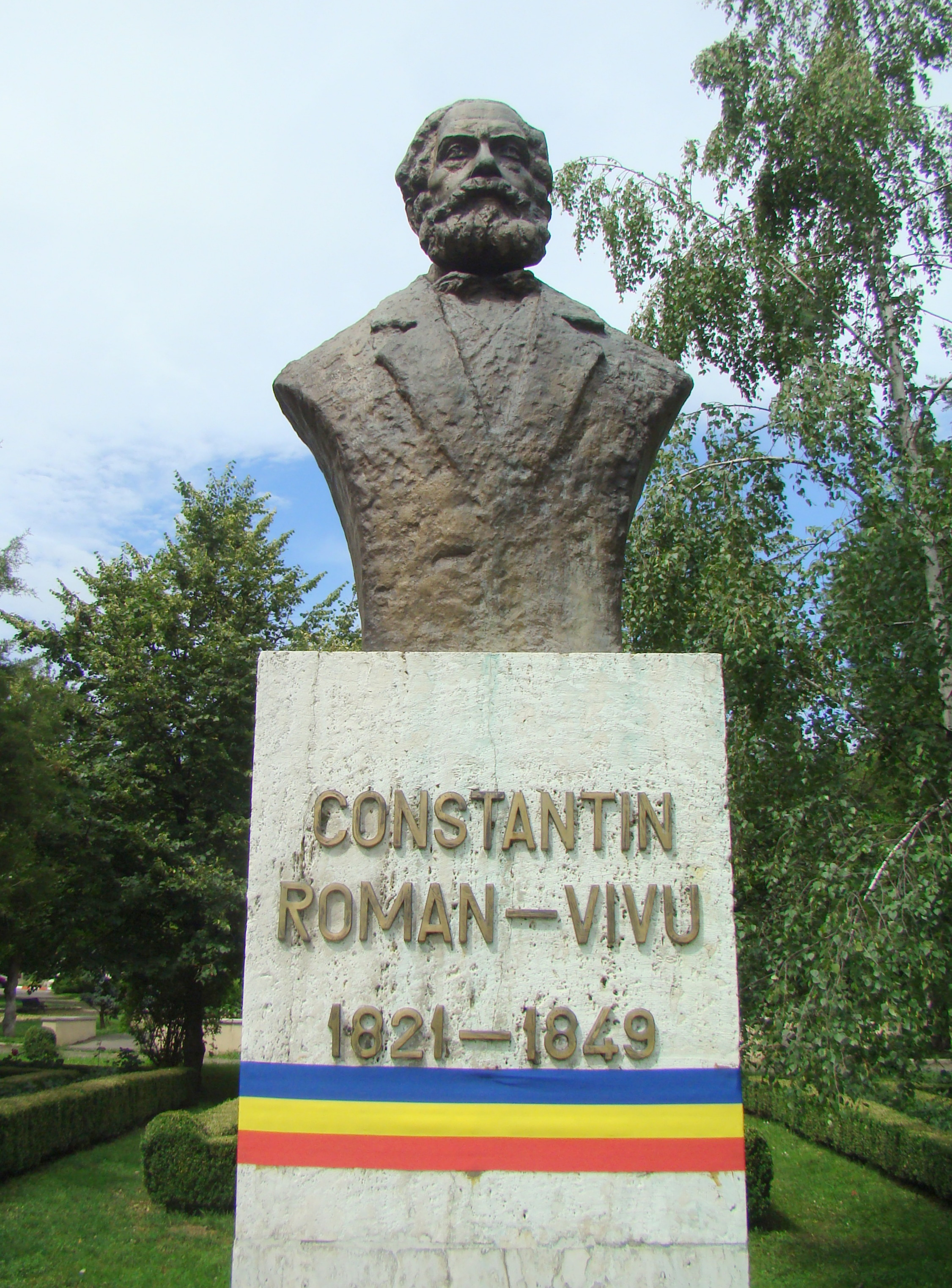
Bustul lui Constantin Roman-Vivu
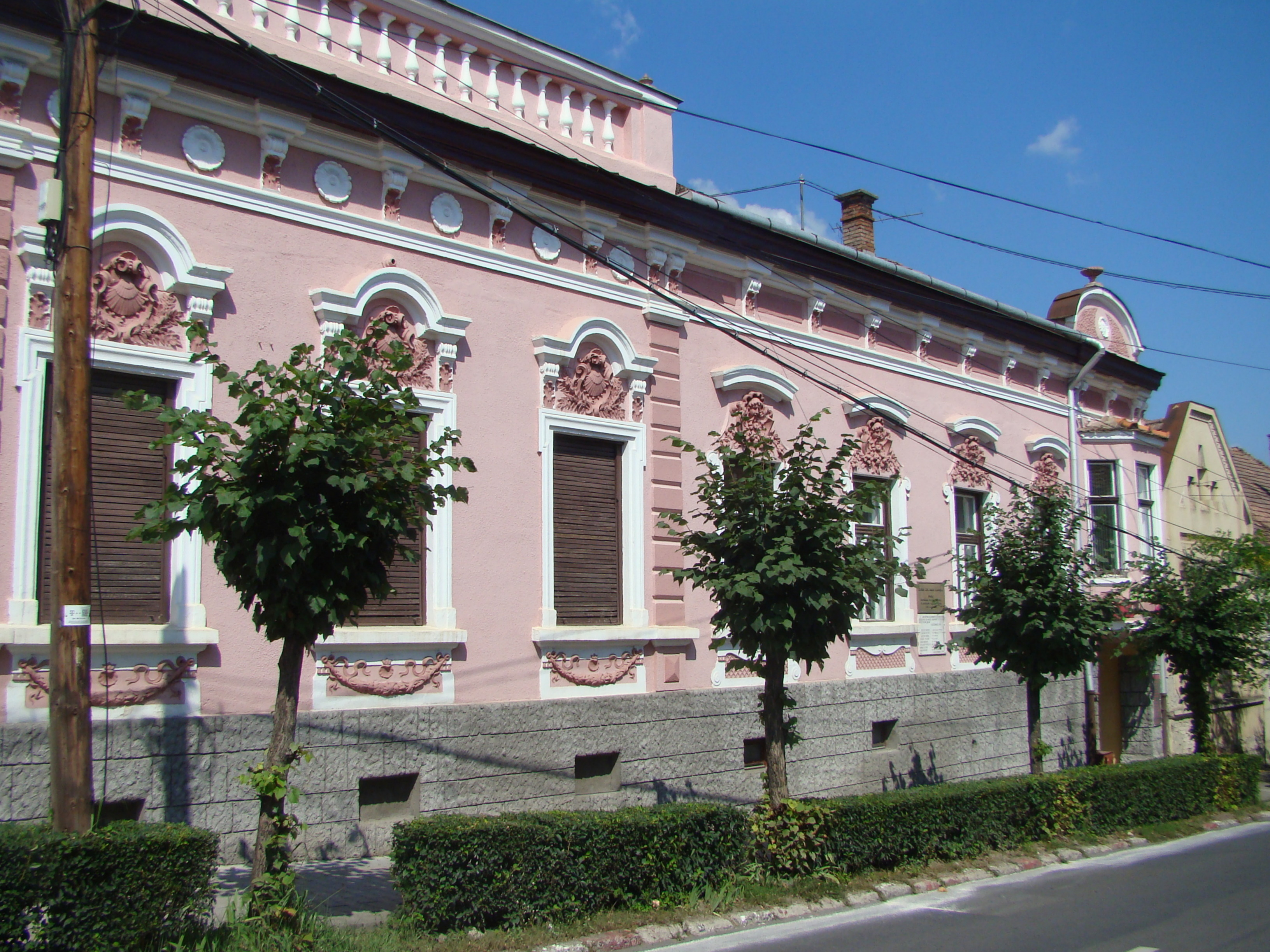
Casa în care a funcționat Consiliul Național Român Județean (1912-1919), str. Spitalului 10 (monument istoric)
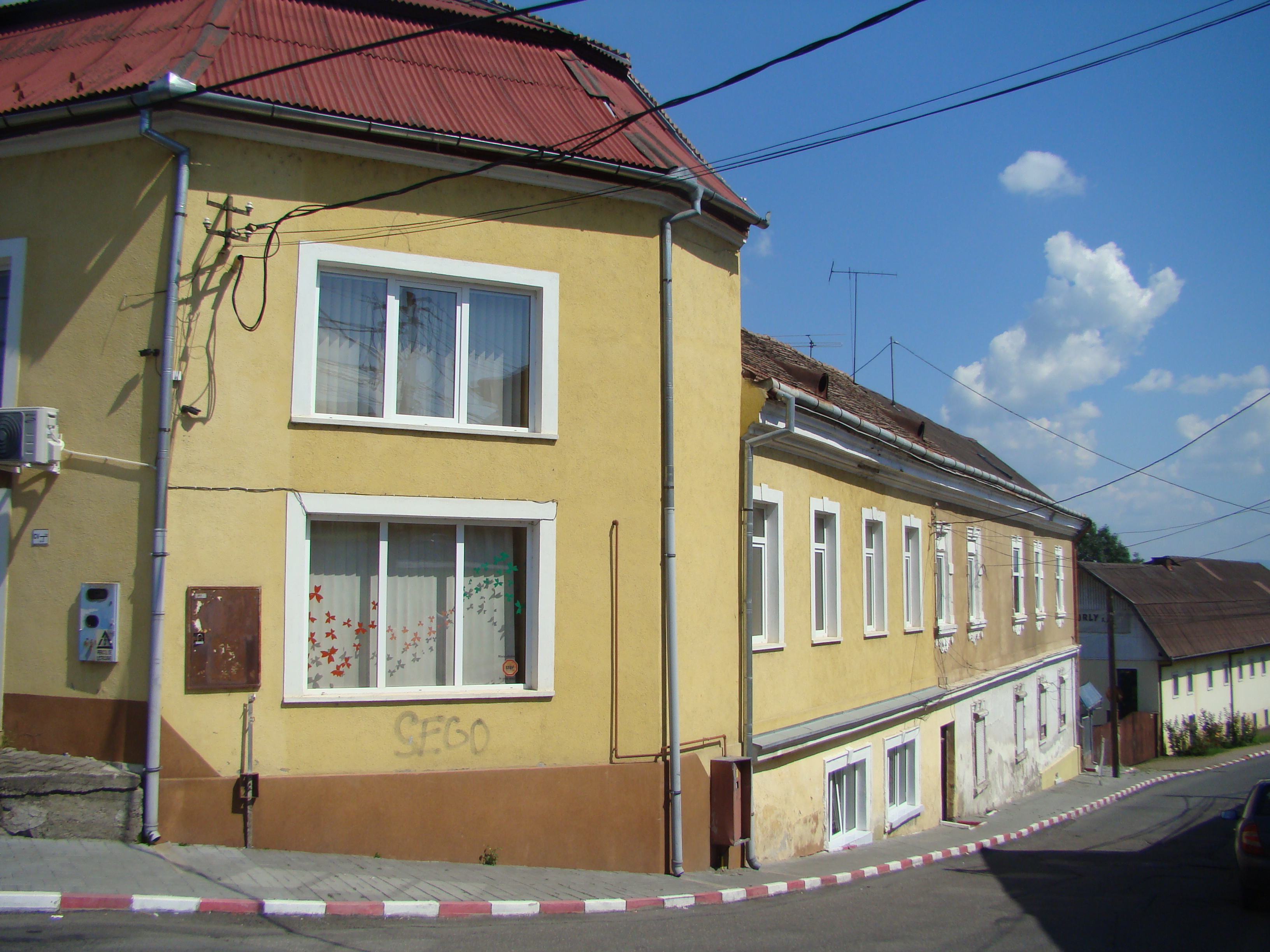
Clădirea în care a funcționat temnița orașului vechi, str. Liliacului nr. 1 (monument istoric)
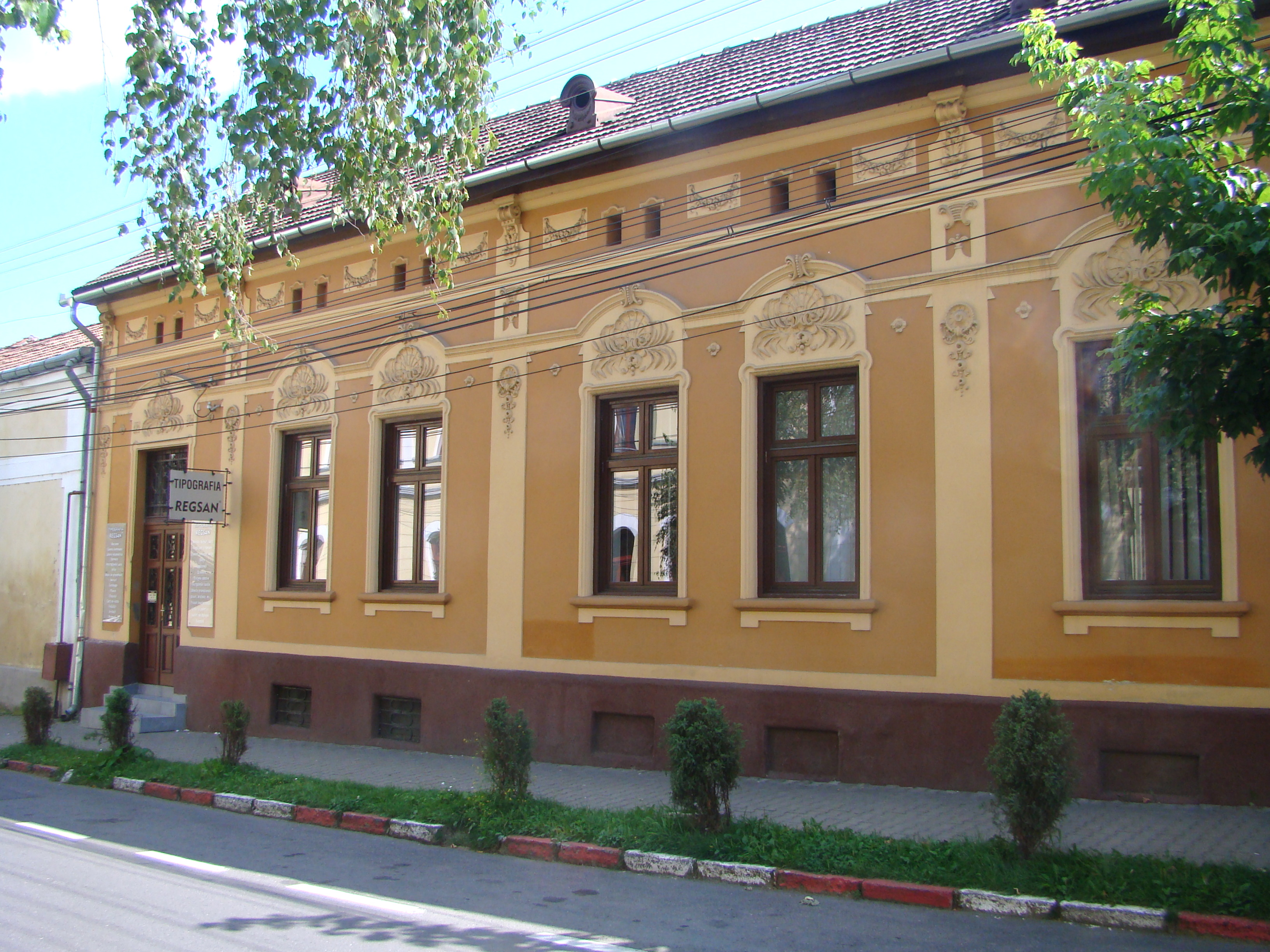
Casă, str. Spitalului 1 (monument istoric)